# Saint-Georges (Charente)
Saint-Georges – miejscowość i gmina we Francji, w regionie Nowa Akwitania, w departamencie Charente.
Według danych na rok 1990 gminę zamieszkiwało 75 osób, a gęstość zaludnienia wynosiła 33 osób/km² (wśród 1467 gmin regionu Poitou-Charentes Saint-Georges plasuje się na 907. miejscu pod względem liczby ludności, natomiast pod względem powierzchni na miejscu 1138.).